# 科爾德沃特 (肯塔基州)
科爾德沃特（英語：Coldwater）是位於美國肯塔基州卡洛威縣的一個非建制地區。

## 地理
科爾德沃特所處的海拔為高於海平面166米（即545英呎），而該地所採用的時區為UTC-6，即北美中部時區（CST）。同時該地設有夏令時間，為UTC-6調快一小時，即UTC-5（CDT）。